# Angela Schanelec
Angela Schanelec (Aalen, 14 febbraio 1962) è una regista, sceneggiatrice e montatrice tedesca considerata, insieme a Christian Petzoldt, una delle principali esponenti della prima ondata della Berliner Schule.

## Biografia
Angela Schanelec è nata ad Aalen, nel Baden-Württemberg. Ha studiato recitazione dal 1982 al 1984 presso la Scuola superiore di musica e arti dello spettacolo di Francoforte sul Meno (HfMDK).
Terminati gli studi ha lavorato come attrice teatrale sino al 1991, scritturata dal Schauspiel di Colonia, dal Thalia Theater di Amburgo, dal Schaubühne di Berlino (dove ha partecipato, tra gli altri, al dramma a due Trio in mi bemolle di Éric Rohmer, diretto da Jürgen Gosch) e dal Schauspielhaus di Bochum.
Nel 1990 ha iniziato a studiare regia cinematografica presso l'Accademia tedesca di cinema e televisione di Berlino, diplomandosi nel 1994 con il saggio di regia Ich bin den Sommer über in Berlin geblieben.
Nel 2005 le è stato conferito dall'Associazione tedesca critici cinematografici il premio per la migliore sceneggiatura di Marseille. Ha contribuito con l'episodio Erster Tag al film collettivo Deutschland 09. Il suo lungometraggio Orly è stato presentato nella sezione Forum al 60º Festival internazionale del cinema di Berlino nel 2010 e nello stesso anno il film ha ricevuto il Filmkunstpreis al Festival del cinema tedesco di Ludwigshafen am Rhein.
Nel 2012 è stata nominata professore di scrittura cinematografica presso la Scuola superiore di belle arti di Amburgo (HFBC).
Nel febbraio 2018 le è stato assegnato il Premio della critica cinematografica tedesca 2017 nella categoria Miglior montaggio per il film Der traumhafte Weg.
Nel 2019 il dramma familiare Ich war zuhause, aber ha partecipato in concorso al 69º Festival di Berlino, vincendo l'Orso d'argento per il miglior regista.
Quattro anni dopo ha nuovamente partecipato al concorso del 73º Festival di Berlino con il lungometraggio Musik, basato sul mito di Edipo, vincendo l'Orso d'argento per la migliore sceneggiatura.

## Filmografia parziale
- Ich bin den Sommer über in Berlin geblieben (1994)
- Das Glück meiner Schwester (1995)
- Plätze in Städten (1998)
- Mein langsames Leben (2001)
- Marseille (2004)
- Nachmittag (2007)
- Orly (2010)
- Principe, texte, episodio di I ponti di Sarajevo (Les Ponts de Sarajevo) (2014)
- Der traumhafte Weg (2016)
- Ich war zuhause, aber (2019)
- Musik (2023)

## Riconoscimenti
- Festival internazionale del cinema di Berlino
  - 2019 – Orso d'argento per il miglior regista per Ich war zuhause, aber
  - 2023 – Orso d'argento per la migliore sceneggiatura per Musik
- Festival internazionale del cinema di Mar del Plata
  - 2019 – Astor d'argento al miglior regista per Ich war zuhause, aber
- Semana Internacional de Cine de Valladolid
  - 2023 – Premio miglior regista per Musik